# W sprawie Kwinkcjusza
W sprawie Kwinkcjusza (łac. Pro Quinctio) – pierwsza opublikowana mowa Cycerona, wygłoszona w trakcie procesu wytoczonego Sekstusowi Newiuszowi przez Publiusza Kwinkcjusza ok. roku 81 p.n.e. w czasach dyktatury sullańskiej.

## Tło polityczne
W 82 p.n.e., po pokonaniu stronników zmarłego Gajusza Mariusza, senat na mocy lex Valeria de impero przyznał Lucjuszowi Korneliuszowi Sulli nieograniczoną władzę. Dyktatura wojskowa, powierzona po raz pierwszy na czas nieokreślony, była według senatorów niezbędna do zaprowadzenia porządku i umocnienia pozycji nobilitas. Przemoc wybuchła na wielką skalę, proskrybowano i zamordowano tysiące obywateli niechętnych przewadze arystokracji, a Sulla i jego najbliższe otoczenie zgromadzili wielkie majątki przejmując za bezcen bogactwa proskrybowanych. Korzystając z politycznej koniunktury zyskiwali również mniejsi gracze.

## Sprawa Publiusza Kwinkcjusza
Brat Publiusza Kwinkcjusza Gajusz (plebejusze) wszedł w spółkę z Sekstusem Newiuszem, dalekim członkiem rodziny i późniejszym stronnikiem Sulli. Gajusz wniósł do niej ziemię znajdującą się w Galii Narbońskiej, a Newiusz kapitał. Po śmierci brata, Publiusz przejął jego udział, co pozwoliło z sukcesem kontynuować działalność. Newiusz jednak po roku zażądał zwrotu rzekomego długu, jaki Gajusz miał u niego zaciągnąć przed śmiercią. W tym celu, pod nieobecność w mieście Publiusza, zgłosił u pretora prośbę o zajęcie na jego poczet posiadłości wniesionej do spółki przez zmarłego (łac. missio in possessionem). Prośbę pozytywnie rozpatrzył pretor Burrienus, co spotkało się ze sprzeciwem drugiej strony. W wyniku trwającego dwa lata sporu, Kwinkcjusz złożył do sądu skargę o nieprawne zajęcie dóbr.

## Rozprawa
Sytuacja polityczna miała dla sprawy niezwykłe znaczenie. Sekstus Newiusz był bowiem człowiekiem majętnym i ustosunkowanym, a reprezentował go Hortensjusz Hortalus, najlepszy orator tego okresu. Prawnikiem Publiusza miał być początkowo znany adwokat Marek Juniusz Brutus (ojciec uczestnika zamachu na Cezara), ale ten musiał wyjechać z miasta. Cycerona polecił Kwinkcjuszowi jego szwagier i znany aktor Roscjusz, pomagający młodemu adwokatowi w ćwiczeniach oratorskich. Cyceron wahał się ze względu na autorytet Hortensjusza, jak sam przyznał, wystąpienie przeciw tak wybitnemu mówcy jest pewnego rodzaju bezczelnością, podobnie jak bezczelnym byłby młody aktor, pragnący rywalizować z Roscjuszem (Cyceron pro Quinctio 78). Gelliusz twierdzi, że Cyceron miał w tym czasie zaledwie 26 lat (Attyckie Noce XV.28.3).

### Oracja
Ze względu na fakt, iż przedmiot sporu był zbyt skomplikowany, sprawa nie dawała wielkich możliwości rozwinięcia talentów oratorskich. W celu rozjaśnienia zawiłości, mowa została zbudowana niezwykle przejrzyście. Już w pierwszym zdaniu Cyceron zaprezentował taktykę, na której oparł powództwo. Oto młody prawnik wynajęty przez biednego obywatela stanął w szranki z broniącym złej sprawy tytanem retoryki. Klient Hortensjusza to człowiek zdecydowanie nadużywający wpływów w celu wzbogacenia się i to kosztem własnej rodziny. Niepokoję się, by wymowa Kwintusa Hortenzjusza nie przeszkodziła mi w przemawianiu; niemało się też obawiam, żeby wpływ Sekstusa Newiusza nie zaszkodził Kwinkcjuszowi (Pro Quinctio 1.2).
Taktyka ta miała charakter wręcz podręcznikowy i pozwalała wykorzystać silne nastroje antysullańskie. Mówcy udało się też wtrącić kilka figur retorycznych, m.in. rozbudowane antytezy, czy poetyckie synonimy, do których prezentacji pasowały tak lubiane przez Cycerona kadencje azjańskie: Smutną jest rzeczą być pozbawionym całego majątku, smutniejszą – gdy się to stało niesprawiedliwie; przykro jest być przez kogoś oszukanym, bardziej przykro być oszukanym przez powinowatego; (Pro Quinctio 95).
Wynik sporu pozostaje nieznany, a zdania co do rozstrzygnięcia są podzielone.

## Znaczenie
Stylistyka tej mowy, tak ważna w oracji, nie zachwyciła (raczej jednak ze względu na rodzaj sprawy niż brak talentu autora). Tacyt pisał o niej w Dialogu o mówcach: ...to nie obrona Publiusza Kwinkcjusza, czy Licyniusza Archiasa czyni z Cycerona wielkiego mówcę (XXXVII.6). Chociaż nie był to pierwszy proces, w którym uczestniczył młody prawnik (brak mi w tej sprawie tego, co w innych sprawach zwykło mi być pomocą; Pro Quinctio 4), to ważnym pozostaje jednak fakt, iż jest to pierwsza z jego opublikowanych oracji.